# Катир Мамед
Катир Мамед, Ґатир Мамед (Qatır Məmməd, справж. Мамед Алі огли Мамедов; 1887 — 18 вересня 1919) — ватажок селянського виступу в Єлизаветпольській губернії в 1918—1919 роках. Його загін відрізнявся великою мобільністю, завдаючи досить відчутних ударів урядовим військам, захоплюючи часом обози зі зброєю і боєприпасами.
Ставлення до руху Катир Мамеда в різні історичні епохи помітно відрізнялося. В офіційних повідомленнях тих років він розглядався як розбійник; в літературі радянського періоду Катир Мамед іменувався народним героєм, а саме його ім'я стало легендарним. На думку ж історика Е. Ісмаїлова, це був борець-одинак, який виступав проти будь-якої влади взагалі.

## Пам'ять
- Поет Зейнал Халіл написав поему «Катир Мамед».
- Про життя і революційну боротьбу Катира Мамеда знятий фільм «Месник з Гянджабасара».